# Гоуп-Веллі (Род-Айленд)
Гоуп-Веллі (англ. Hope Valley) — переписна місцевість (CDP) в США, в окрузі Вашингтон штату Род-Айленд. Населення — 1870 осіб (2020).

## Географія
Гоуп-Веллі розташований за координатами 41°30′51″ пн. ш. 71°43′14″ зх. д. / 41.51417° пн. ш. 71.72056° зх. д. (41.514055, -71.720560).  За даними Бюро перепису населення США в 2010 році переписна місцевість мала площу 9,14 км², з яких 8,56 км² — суходіл та 0,58 км² — водойми.

## Демографія
Згідно з переписом 2010 року, у переписній місцевості мешкало 1612 осіб у 634 домогосподарствах у складі 437 родин. Густота населення становила 176 осіб/км².  Було 715 помешкань (78/км²).
Расовий склад населення:
| - 97,1 % — білих - 0,6 % — корінних американців - 0,2 % — чорних або афроамериканців - 0,1 % — азіатів |

До двох чи більше рас належало 1,9 %. Частка іспаномовних становила 1,2 % від усіх жителів.
За віковим діапазоном населення розподілялося таким чином: 24,4 % — особи молодші 18 років, 63,8 % — особи у віці 18—64 років, 11,8 % — особи у віці 65 років та старші. Медіана віку мешканця становила 41,7 року. На 100 осіб жіночої статі у переписній місцевості припадало 96,6 чоловіків;  на 100 жінок у віці від 18 років та старших — 97,4 чоловіків також старших 18 років.
Середній дохід на одне домашнє господарство  становив 84 870 доларів США (медіана — 69 408), а середній дохід на одну сім'ю — 89 894 долари (медіана — 74 674). За межею бідності перебувало 3,2 % осіб, у тому числі 5,6 % дітей у віці до 18 років та 0,0 % осіб у віці 65 років та старших.
Цивільне працевлаштоване населення становило 970 осіб. Основні галузі зайнятості: освіта, охорона здоров'я та соціальна допомога — 27,3 %, виробництво — 15,9 %, транспорт — 13,3 %, мистецтво, розваги та відпочинок — 12,5 %.